# 10364 Tainai
10364 Tainai este un asteroid din centura principală de asteroizi.

## Descriere
10364 Tainai este un asteroid din centura principală de asteroizi. A fost descoperit pe 3 noiembrie 1994 la Ōizumi de Takao Kobayashi. El prezintă o orbită caracterizată de o semiaxă mare de 2,22 ua, o excentricitate de 0,10 și o înclinație de 1,8° în raport cu ecliptica.